# Ammern
Ammern (Emberizidae; Einzahl: die Ammer) sind eine Familie und eine artenreiche Gattung (Emberiza) von Vögeln, die mit den Finken (Fringillidae) nahe verwandt sind. Es handelt sich um kleine, sowohl Samen und Früchte als auch Insekten verzehrende Singvögel mit einem finkenartigen konischen Schnabel. Es handelt sich überwiegend um Zugvögel, die bevorzugt im offenen Gelände mit Büschen, Bäumen und exponierten Singwarten nisten. Ihre Nester befinden sich meistens am Boden in niedriger Vegetation.

## Merkmale
Ammern sind kleine bis mittelgroße Vögel, die eine Länge von zehn bis 24 Zentimeter (Gattung Pipilo) erreichen. Die meisten Arten erreichen eine Körperlänge von 15 Zentimeter. Männchen sind für gewöhnlich etwas größer als die Weibchen. Beide Geschlechter ähneln sich in der meist braunen oder grauen Grundfarbe, allerdings sind die Männchen fast immer kontrastreicher gezeichnet. Insgesamt weisen die Arten dieser Familie einen sehr ähnlichen Körperbau und ähnliche Proportionen auf. Obwohl die Arten entweder überwiegend Boden- oder aber Baumbewohner sind, ist die Größe der Beine und Füße bei allen Arten vergleichbar. Als Samenfresser haben Ammern konische Schnäbel, die spitz zulaufen.

## Verbreitung und Lebensraum
Ammern kommen in der Paläarktis, Afrika und Südasien vor. Generell bevorzugen sie offene Habitate wie Grasland, Wüsten, Buschland, Feuchtgebiete, Waldränder, landwirtschaftlich genutzte Flächen und Stadtränder.
Mindestens 39 Arten kommen in der Paläarktis, Afrika und Südasien vor. 21 Arten sind in Afrika vertreten, davon sind acht allein auf dem afrikanischen Kontinent zu finden. Andere Arten finden sich nur während des Winterhalbjahres auf dem afrikanischen Kontinent ein und brüten hier nicht.

## Lautäußerungen
Männliche Ammern singen, um ihr Territorium kenntlich zu machen und um Weibchen anzulocken. Weibchen singen selten. Der Gesang einiger Arten ist nur einfach, andere, z. B. die Goldammer, haben melodischere Gesänge. Gesungen wird von einem hervorragenden Platz des Territoriums, einige Arten singen auch im Flug. Paare kommunizieren untereinander und mit ihren ausgeflogenen Jungen mit einem Signalruf.

## Ernährung
Ammern sind Allesfresser, die im Sommer vor allem Insekten und während des Winters Sämereien fressen. Die Nahrung wird vor allem am Boden gesucht.

## Fortpflanzung
Die meisten Ammern sind monogam, einige Arten auch polygam. Brutzeit ist die Jahreszeit mit dem größten Angebot von wirbellosen Tieren, um die Jungvögel zu füttern, in den gemäßigten Zonen die Sommermonate, bei tropischen Arten die Regenzeit. Viele Arten brüten mehr als einmal im Jahr. Die meist offenen Nester werden eher in Bodennähe bis in einer Höhe von einem Meter, maximal bis in einer Höhe von sechs Metern gebaut. Die Weibchen legen drei bis fünf Eier. Diese haben eine helle Grundfärbung und sind manchmal gefleckt und gekleckst. Bei den meisten Arten weisen die Eier jedoch Schnörkel, Kritzel und sehr feine Linien auf. Normalerweise brütet allein der weibliche Elternvogel, der während der Brutzeit vom Männchen mit Futter versorgt wird. Die geschlüpften Jungen werden vor allem mit Insekten gefüttert und sind neun bis zwölf Tage nach dem Schlupf flügge.

## Systematik
Ammern gehören zur Ordnung der Sperlingsvögel (Passeriformes) und zur Unterordnung der Singvögel (Passeri). In der Vergangenheit wurden sie als Unterfamilie der Finken (Fringillidae), der Tangaren (Thraupidae) oder der Kardinäle (Cardinalidae) geführt. Heute gelten sie als eigenständige Familie. Ihre nächsten Verwandten sind die Tangaren, die Kardinäle, die Waldsänger (Parulidae), der Zuckervogel (Coereba flaveola) und die Stärlinge (Icteridae). Die Neuweltammern (Passerellidae) gehörten längere Zeit zur Familie der Ammern (Emberizidae), sie werden jedoch gegenwärtig aufgrund phylogenetischer Unterschiede als eigenständige Familie aufgefasst.
Viele Arten wurden auch in die Familien der Tangaren (Thraupidae) und Kardinäle (Cardinalidae) überführt.
Die Schneeammer (Plectrophenax nivalis) und die Spornammer (Calcarius lapponicus) wurden zur neuen Familie der Sporn- und Schneeammern (Calcariidae) gestellt. Damit enthält die Familie nur noch eine einzige Gattung Emberiza.
Die Ammernverwandten entwickelten sich wahrscheinlich in der Neuen Welt, wo sie auch heute noch ihre größte Diversität haben, und breiteten sich über die Beringstraße nach Asien und Europa aus.

## Arten
- Gattung Emberiza

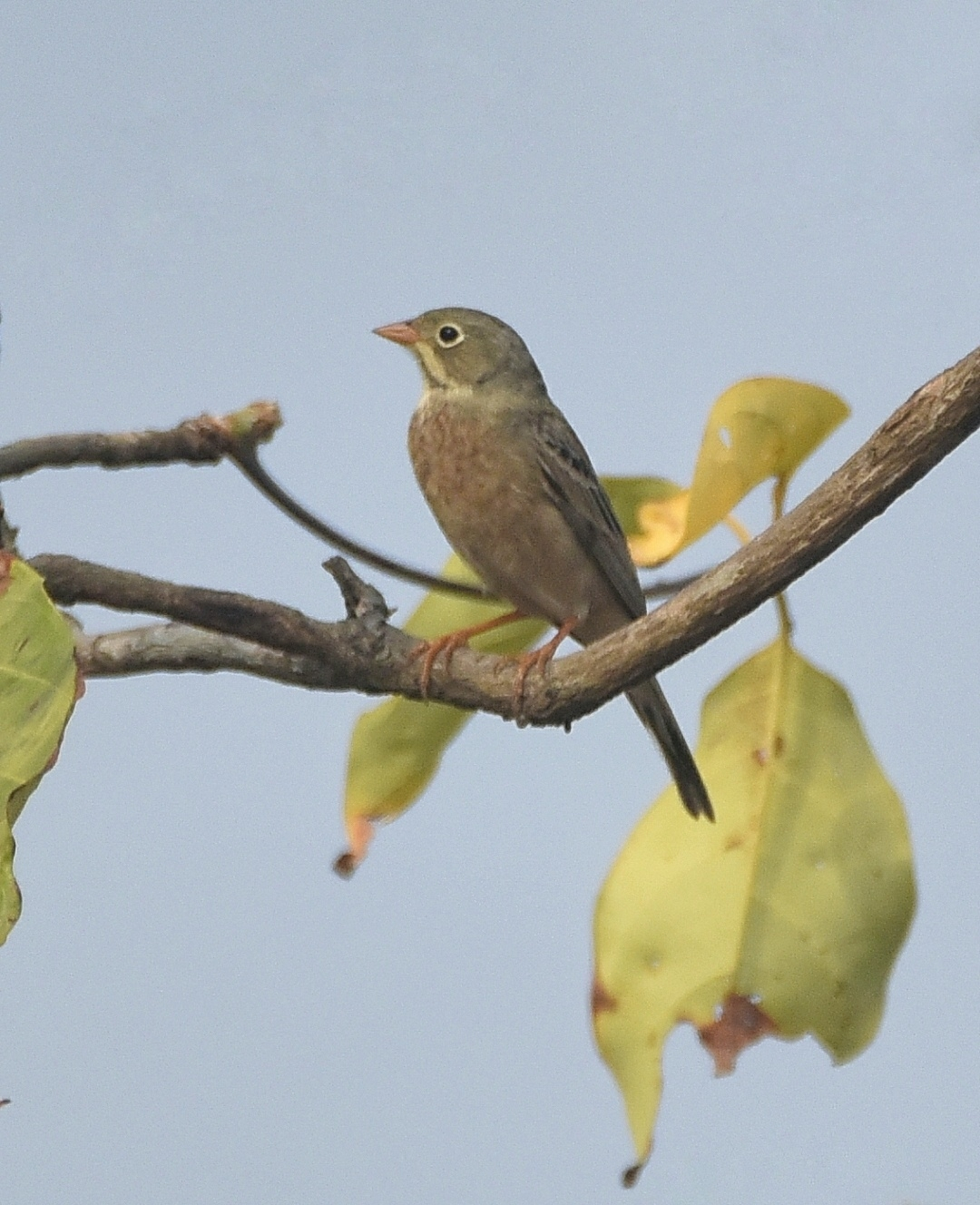
Steinortolan (Emberiza buchanani)

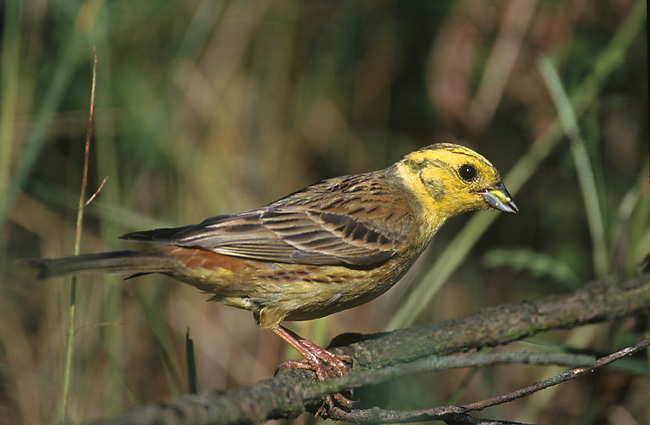
Goldammer (Emberiza citrinella)

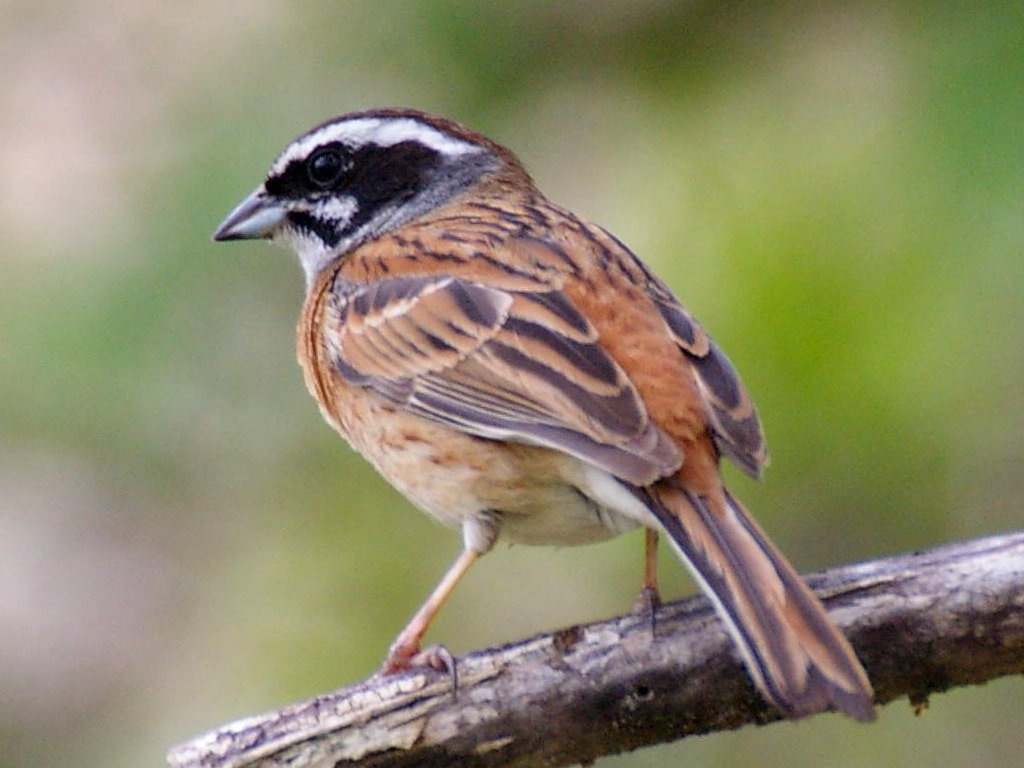
Wiesenammer (Emberiza cioides), Männchen

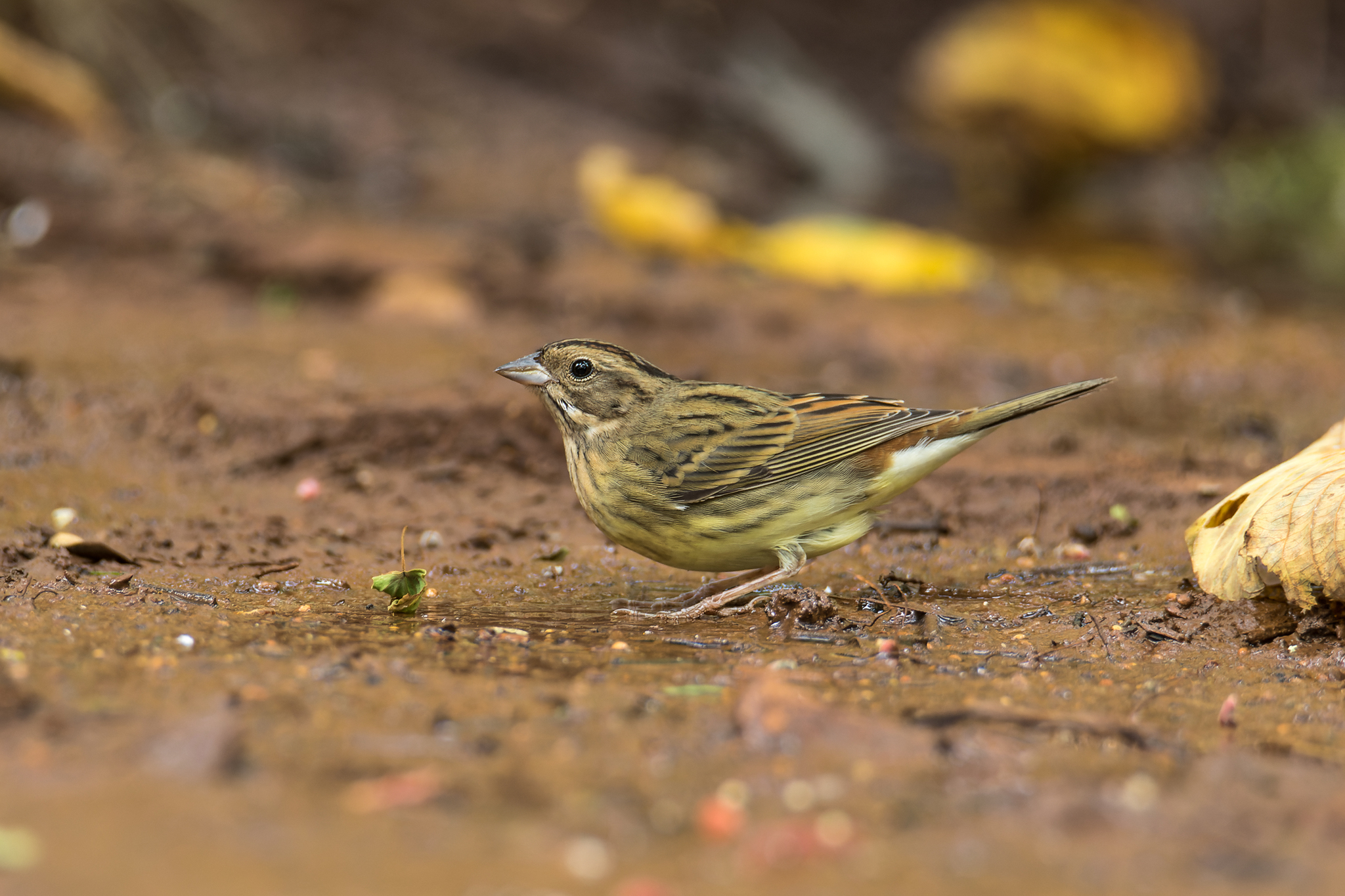
Rötelammer (Emberiza rutila), Weibchen

  - Haubenammer (Emberiza lathami), Himalaya bis Thailand, Südostchina
  - Blauammer (Emberiza siemsseni)
  - Grauammer (Emberiza calandra), Mitteleuropa
  - Goldammer (Emberiza citrinella), Mitteleuropa
  - Fichtenammer (Emberiza leucocephalos), Asien und Irrgast in Westeuropa
  - Zippammer (Emberiza cia), Mitteleuropa
  - Felsenammer (Emberiza godlewskii)
  - Wiesenammer (Emberiza cioides), Asien
  - Silberkopfammer (Emberiza stewarti)
  - Jankowskiammer (Emberiza jankowskii)
  - Steinortolan (Emberiza buchanani), Südosteuropa, Asien
  - Türkenammer (Emberiza cineracea), Türkei, Vorderasien und Nordostafrika
  - Ortolan (Emberiza hortulana), Mitteleuropa
  - Grauortolan (Emberiza caesia), Südosteuropa, Afrika
  - Zaunammer (Emberiza cirlus), Süd- und Mitteleuropa
  - Wüstenammer (Emberiza striolata)
  - Hausammer (Emberiza sahari)
  - Lerchenammer (Emberiza impetuani)
  - Bergammer (Emberiza tahapisi)
  - Graukehlammer (Emberiza goslingi)
  - Sokotraammer (Emberiza socotrana)
  - Kapammer (Emberiza capensis)
  - Vincentammer (Emberiza vincenti)
  - Tristramammer (Emberiza tristrami)
  - Bandammer (Emberiza fucata)
  - Zwergammer (Emberiza pusilla), Nordeuropa und Asien
  - Gelbbrauenammer (Emberiza chrysophrys), Nordostasien
  - Waldammer (Emberiza rustica), Nordeuropa und Asien
  - Gelbkehlammer (Emberiza elegans)
  - Weidenammer (Emberiza aureola), Nordeuropa und Asien
  - Somaliammer (Emberiza poliopleura)
  - Braunbürzelammer (Emberiza affinis)
  - Cabanisammer (Emberiza cabanisi)
  - Rötelammer (Emberiza rutila)
  - Tibetammer (Emberiza koslowi)
  - Kappenammer (Emberiza melanocephala), Südeuropa, Vorderasien, Nordindien
  - Braunkopfammer (Emberiza bruniceps)
  - Schwefelammer (Emberiza sulphurata), Japan
  - Maskenammer (Emberiza spodocephala)
  - Bambusammer (Emberiza variabilis)
  - Pallasammer (Emberiza pallasi)
  - Mandschurenammer (Emberiza yessoensis)
  - Rohrammer (Emberiza schoeniclus), Mitteleuropa

## Einzelbelege
1. ↑  Fry et al., S. 564
2. ↑  Fry et al., S. 565
3. ↑  Harrison et al., S. 440